# 明電工事件
明電工事件（めいでんこうじけん）とは、明電工を巡る脱税事件。本事件の脱税額約21億円は個人の脱税額としては3番目の高額となった他、一連の捜査で国会議員などへの献金疑惑も浮上した。

## 概要
コンデンサを用いた省エネルギーシステムを開発した配電盤メーカー「明電工」は1984年（昭和59年）12月から1986年（昭和61年）10月までの間に多数の株取引による売却益の課税を免れようと画策。多数の仮名や借名口座を用いたり、妻ら6人と株の売買を行ったと虚偽申告をすることで約21億円余りを脱税した。
1986年（昭和61年）10月から1年半にわたって東京国税局が強制調査をした結果、明電工の多額の脱税が発覚した。これと並行して東京地検特捜部は明電工オーナーの中瀬古功らに事情聴取を行ったところ、中瀬古と同社幹部5人が約400もの仮名口座を用いて課税基準に達しないように工作していたことを突き止めた。これを受けて東京地検特捜部は、中瀬古ら同社幹部5人を1984年（昭和59年）から1985年（昭和60年）分の所得税約8億3000万円を脱税したとして所得税法違反で逮捕した。
1988年（昭和63年）7月18日、東京地検特捜部は中瀬古と明電工専務を1984年（昭和59年）から1985年（昭和60年）分の脱税に対する所得税法違反で起訴した。その後、中瀬古と明電工専務は1986年（昭和61年）分の所得税約15億円を脱税したとして所得税法違反で再逮捕、一連の脱税を指南した証券会社幹部も同時に逮捕された。  
1988年（昭和63年）8月8日、東京地検特捜部は中瀬古と明電工専務を1986年（昭和61年）分の脱税に対する所得税法違反で追起訴した。
一連の捜査で国会議員、通産省官僚、大蔵省官僚などへの工作疑惑も浮上したが立件されなかった。また、矢野絢也公明党委員長が株の売買に関与したとされたが、本人はこれを否定した。

## 反響
1988年（昭和63年）9月30日、閣議で、中瀬古が日本国政府から受章した紺綬褒章の返上請願を許可した。

## 刑事裁判
1988年（昭和63年）10月24日、東京地裁（稲田輝明裁判長）で初公判が開かれ、罪状認否で中瀬古と専務はいずれも「間違いない」と述べて起訴事実を認めた。
1989年（平成元年）2月23日、論告求刑公判が開かれ、検察側は「脱税額が極めて大きい他、手段も計画的、大胆不敵で悪辣極まりない。脱税は国家に対する詐欺行為で厳罰が必要」として中瀬古に懲役4年・罰金6億円、専務に懲役1年を求刑した。
1989年（平成元年）5月9日、東京地裁（稲田輝明裁判長）で判決公判が開かれ「稀に見る大型脱税事案。健全な一般投資家や証券業界に及ぼした影響は大きく、刑事責任は重大」として中瀬古に懲役3年・罰金4億円、専務に懲役8月の判決を言い渡した。
この判決に対し検察側と弁護側の双方が控訴しなかったため、中瀬古に対する懲役3年・罰金4億円、専務に対する懲役8月の実刑判決が確定した。

## 損害賠償請求訴訟
共同通信社は本事件に絡み武藤山治日本社会党衆議院議員が1986年に中瀬古から売却益1200万円を受け取ったと報道した。また、毎日新聞社は1988年（昭和63年）8月6日付の記事で同様の内容を掲載した。これらの報道に対し武藤は事実無根として共同通信社と毎日新聞社に損害賠償と謝罪広告を求める訴訟を東京地裁に提訴した。
1991年（平成3年）11月25日、東京地裁（新村正人裁判長）は「中瀬古が世話になっている武藤議員にも利益を得てもらおうと画策したと推定するのが合理的」として武藤の請求を棄却した。武藤は判決を不服として控訴した。
1992年（平成4年）9月30日、東京高裁（高橋欣一裁判長）は「1200万円を受領したとする記事は、その重要な部分について真実性の証明があったといえる」として一審の判決を支持、武藤の控訴を棄却した。
1992年（平成4年）10月16日、東京地裁（藤村啓裁判長）で第25回口頭弁論が開かれ、武藤が提訴取り下げを申し立てたため、一連の訴訟が終結した。

## 参考書籍
- 野村二郎「日本の裁判史を読む事典」（自由国民社）